# Zápas na Letních olympijských hrách 2016 – muži, volný styl do 57 kg
Zápasy v ve volném stylu na Letních olympijských hrách v Riu v kategorii bantamových vah mužů proběhly v hale Carioca Arena 2 v přilehlé části Ria de Janeira v Barra da Tijuca 19. srpna 2016.

## Finále
| finále                 |                        |
| ---------------------- | ---------------------- |
| Vladimer Chinčegašvili | Vladimer Chinčegašvili |
| Rei Higuči             | Vladimer Chinčegašvili |

## Opravy / O bronz
Do oprav se dostali volnostylaří, kteří během turnaje v pavouku prohráli svůj zápas s jedním ze dvou finalistů.
| opravy           | opravy           | o bronz        |              |
| ---------------- | ---------------- | -------------- | ------------ |
| volný los        | Nurislam Sanajev | Hadži Alijev   | Hadži Alijev |
| volný los        | Nurislam Sanajev | Hadži Alijev   | Hadži Alijev |
|                  | Hadži Alijev     | Hadži Alijev   | Hadži Alijev |
|                  |                  | Vladimir Dubov | Hadži Alijev |
| Asadulla Lačinov | Jang Kjong-il    | Yowlys Bonne   | Hasan Rahímí |
| Jang Kjong-il    | Jang Kjong-il    | Yowlys Bonne   | Hasan Rahímí |
|                  | Yowlys Bonne     | Yowlys Bonne   | Hasan Rahímí |
|                  |                  | Hasan Rahímí   | Hasan Rahímí |

## Pavouk
|   | 1/32                  | 1/16                   | čtvrtfinále            | semifinále             | finále                 |
| - | --------------------- | ---------------------- | ---------------------- | ---------------------- | ---------------------- |
| A | volný los             | Vladimer Chinčegašvili | Vladimer Chinčegašvili | Vladimer Chinčegašvili | Vladimer Chinčegašvili |
| A | volný los             | Vladimer Chinčegašvili | Vladimer Chinčegašvili | Vladimer Chinčegašvili | Vladimer Chinčegašvili |
| A | volný los             | Nurislam Sanajev       | Vladimer Chinčegašvili | Vladimer Chinčegašvili | Vladimer Chinčegašvili |
| A | volný los             | Nurislam Sanajev       | Vladimer Chinčegašvili | Vladimer Chinčegašvili | Vladimer Chinčegašvili |
| A | volný los             | Hadži Alijev           | Hadži Alijev           | Vladimer Chinčegašvili | Vladimer Chinčegašvili |
| A | volný los             | Hadži Alijev           | Hadži Alijev           | Vladimer Chinčegašvili | Vladimer Chinčegašvili |
| A | volný los             | Jun Čun-sik            | Hadži Alijev           | Vladimer Chinčegašvili | Vladimer Chinčegašvili |
| A | volný los             | Jun Čun-sik            | Hadži Alijev           | Vladimer Chinčegašvili | Vladimer Chinčegašvili |
| B | volný los             | Vladimir Dubov         | Vladimir Dubov         | Vladimir Dubov         | Vladimer Chinčegašvili |
| B | volný los             | Vladimir Dubov         | Vladimir Dubov         | Vladimir Dubov         | Vladimer Chinčegašvili |
| B | volný los             | Daniel Dennis          | Vladimir Dubov         | Vladimir Dubov         | Vladimer Chinčegašvili |
| B | volný los             | Daniel Dennis          | Vladimir Dubov         | Vladimir Dubov         | Vladimer Chinčegašvili |
| B | volný los             | Süleyman Atlı          | Ivan Guidea            | Vladimir Dubov         | Vladimer Chinčegašvili |
| B | volný los             | Süleyman Atlı          | Ivan Guidea            | Vladimir Dubov         | Vladimer Chinčegašvili |
| B | volný los             | Ivan Guidea            | Ivan Guidea            | Vladimir Dubov         | Vladimer Chinčegašvili |
| B | volný los             | Ivan Guidea            | Ivan Guidea            | Vladimir Dubov         | Vladimer Chinčegašvili |
| C | volný los             | Hasan Rahímí           | Hasan Rahímí           | Hasan Rahímí           | Rei Higuči             |
| C | volný los             | Hasan Rahímí           | Hasan Rahímí           | Hasan Rahímí           | Rei Higuči             |
| C | volný los             | Garnik Mnacakanjan     | Hasan Rahímí           | Hasan Rahímí           | Rei Higuči             |
| C | volný los             | Garnik Mnacakanjan     | Hasan Rahímí           | Hasan Rahímí           | Rei Higuči             |
| C | volný los             | Viktor Lebeděv         | Viktor Lebeděv         | Hasan Rahímí           | Rei Higuči             |
| C | volný los             | Viktor Lebeděv         | Viktor Lebeděv         | Hasan Rahímí           | Rei Higuči             |
| C | volný los             | Sandeep Tomar          | Viktor Lebeděv         | Hasan Rahímí           | Rei Higuči             |
| C | volný los             | Sandeep Tomar          | Viktor Lebeděv         | Hasan Rahímí           | Rei Higuči             |
| D | Chakir Ansari         | Asadulla Lačinov       | Rei Higuči             | Rei Higuči             | Rei Higuči             |
| D | Asadulla Lačinov      | Asadulla Lačinov       | Rei Higuči             | Rei Higuči             | Rei Higuči             |
| D | Rei Higuči            | Rei Higuči             | Rei Higuči             | Rei Higuči             | Rei Higuči             |
| D | Jang Kjong-il         | Rei Higuči             | Rei Higuči             | Rei Higuči             | Rei Higuči             |
| D | Yowlys Bonne          | Yowlys Bonne           | Yowlys Bonne           | Rei Higuči             | Rei Higuči             |
| D | Abbos Rakhmonov       | Yowlys Bonne           | Yowlys Bonne           | Rei Higuči             | Rei Higuči             |
| D | Adama Diatta          | Adama Diatta           | Yowlys Bonne           | Rei Higuči             | Rei Higuči             |
| D | Erdenebatyn Bechbajar | Adama Diatta           | Yowlys Bonne           | Rei Higuči             | Rei Higuči             |